# 줄리우 두아르치 란가

줄리우 두아르치 란가 추기경의 문장

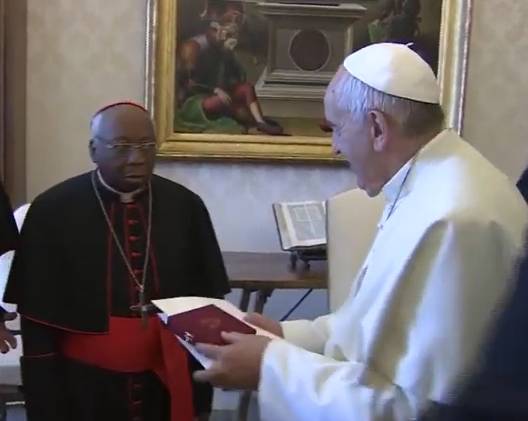
Duarte Langa (2015)

줄리우 두아르치 란가(포르투갈어: Júlio Duarte Langa, 1927년 10월 27일 - )는 모잠비크의 로마 가톨릭교회 추기경이다. 1976년 10월 24일 주교로 서임되면서 샤이샤이 교구장을 지냈으며, 2004년 7월 12일 고령을 이유로 은퇴하였다.
2015년 1월 4일 교황 프란치스코에 의해 추기경으로 지명되어, 같은 해 2월 14일 산 가브리엘레 델라돌로라타 성당의 추기경에 서임되었다.